# Nuno Almeida
Nuno Manuel dos Santos Almeida (ur. 1 sierpnia 1962 w Pedrosinhas) – portugalski duchowny rzymskokatolicki, biskup pomocniczy Bragi w latach 2016–2023, biskup Bragançy-Mirandy od 2023.

## Życiorys
Święcenia kapłańskie otrzymał 19 października 1986 i został inkardynowany do diecezji Viseu. Pracował głównie jako duszpasterz parafialny, był też m.in. sekretarzem biskupim, szefem kilku kurialnych sekretariatów, wykładowcą instytutu teologicznego w Viseu oraz wikariuszem biskupim dla rejonu Viseu.
21 listopada 2015 papież Franciszek mianował go biskupem pomocniczym Bragi, ze stolicą tytularną Ruspae. Sakry udzielił mu 31 stycznia 2016 biskup Ilídio Leandro.
19 maja 2023 papież Franciszek mianował go biskupem diecezji Bragançy-Mirandy. Ingres odbył się 25 czerwca 2023.